# Coupon de riz

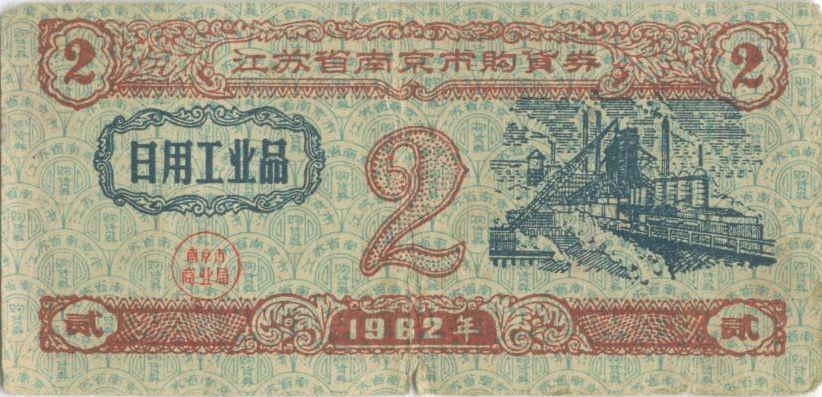
Un coupon de rationnement chinois

Coupon de riz (chinois : 粮票) est le nom donné aux tickets de rationnement nationaux en République populaire de Chine, utilisés pour l'approvisionnement en riz, farine, ou blé (500 g par jour pour les hommes et 430 g pour les femmes soit 15 kg par mois pour les hommes et 13 kg pour les femmes). Leur nom chinois est Liangpiao ; ce type de coupon fut utilisé des années 1950 aux années 1990. Des coupons de rationnement similaires existaient aussi pour le tissu, l'huile et la viande et, dans les années 1990, pour l'essence.